# Hiệp Đức (xã)
Hiệp Đức là một xã thuộc tỉnh Đồng Tháp, Việt Nam.

## Địa lý
Xã Hiệp Đức có vị trí địa lý:
- Phía đông giáp xã Ngũ Hiệp và Long Tiên.
- Phía tây giáp xã Cái Bè.
- Phía nam giáp tỉnh Vĩnh Long, ranh giới là sông Mỹ Tho.
- Phía bắc giáp xã Bình Phú.

Xã Hiệp Đức có diện tích 45,97 km², dân số năm 2025 là 35.734 người, mật độ dân số đạt 777 người/km².
Các con sông, kênh, rạch chảy qua địa bàn xã gồm: rạch Bà Gòn, rạch Cầu Miếu, rạch Chùa, rạch Gò Da, kênh Giồng Tre, kênh Kháng Chiến, rạch Ông Cối, kênh Thầy Thanh, rạch Thông Lưu. Sông Cái Lá là con sông lớn nhất xã, chảy theo hướng bắc - nam, gần như cắt đôi địa bàn xã làm hai phần, sông chảy vào sông Tiền.

## Hành chính
Xã Hiệp Đức được chia thành 6 ấp gồm: Hiệp Ngãi, Hiệp Nhơn, Hiệp Ninh, Hiệp Phú, Hiệp Quới, Hiệp Thạnh.

## Lịch sử
Ngày 16 tháng 6 năm 2025, Ủy ban Thường vụ Quốc hội ban hành Nghị quyết số 1663/NQ-UBTVQH15 về việc sắp xếp các đơn vị hành chính cấp xã của tỉnh Đồng Tháp năm 2025. Theo đó, sắp xếp toàn bộ diện tích tự nhiên, quy mô dân số của các xã Tân Phong, Hội Xuân và Hiệp Đức thành xã mới có tên gọi là xã Hiệp Đức.
Sau khi sáp nhập, xã Hiệp Đức có 45,97 km² diện tích tự nhiên và dân số 35.734 người.

## Kinh tế – xã hội
Trục đường giao thông quan trọng là Đường tỉnh 875B gần như chạy theo hướng bắc - nam, điểm cuối là bến phà Hiệp Đức-Tân Phong nằm trên bờ sông Tiền, phà đi sang cù lao Tân Phong. Đường 875B chạy cặp theo Kênh Giồng Tre xuyên suốt từ Trung tâm hành chính huyện Cai Lậy thuộc Bình Phú chảy về phía nam ra sông Tiền, đường nằm bên trái của kênh được 3 km thì chuyển hướng qua một cây cầu rồi chạy cặp bờ đông của kênh. Đường tỉnh 864 chạy ngang phía nam xã theo hướng tây - đông. Đường Liên 6 Xã trải nhựa thì chạy ngang phần phía bắc của xã, hướng đến bến phà sang chợ Cẩm Phong. Các con đường khác trong xã hầu hết đã được bê tông hóa như đường Tây Cái Lá, Đông Cái Lá chạy dọc hai bờ sông Cái Lá, vào tháng 8 năm 2021 đường được sửa chữa nâng cấp trên chiều dài hơn 6 km với kinh phí 6,9 tỷ đồng.
Dân cư trong xã hầu hết canh tác vườn cây ăn trái, chủ yếu là cây sầu riêng. Sản lượng sầu riêng là 19.315 tấn vào năm 2018. Trung tâm mua bán là chợ Hiệp Đức, một chợ nằm cạnh đường tỉnh 875B, đi vào theo hướng đông khoảng 100 m. Thu nhập bình quân đầu người trên địa bàn xã đạt 43,1 triệu đồng/năm.

### Di tích
Xã có ngôi chùa Kim Phước, lập vào năm 1820, nằm bên bờ đông sông Cái Lá, cách tỉnh lộ 864 khoảng 200 m.

## Ảnh

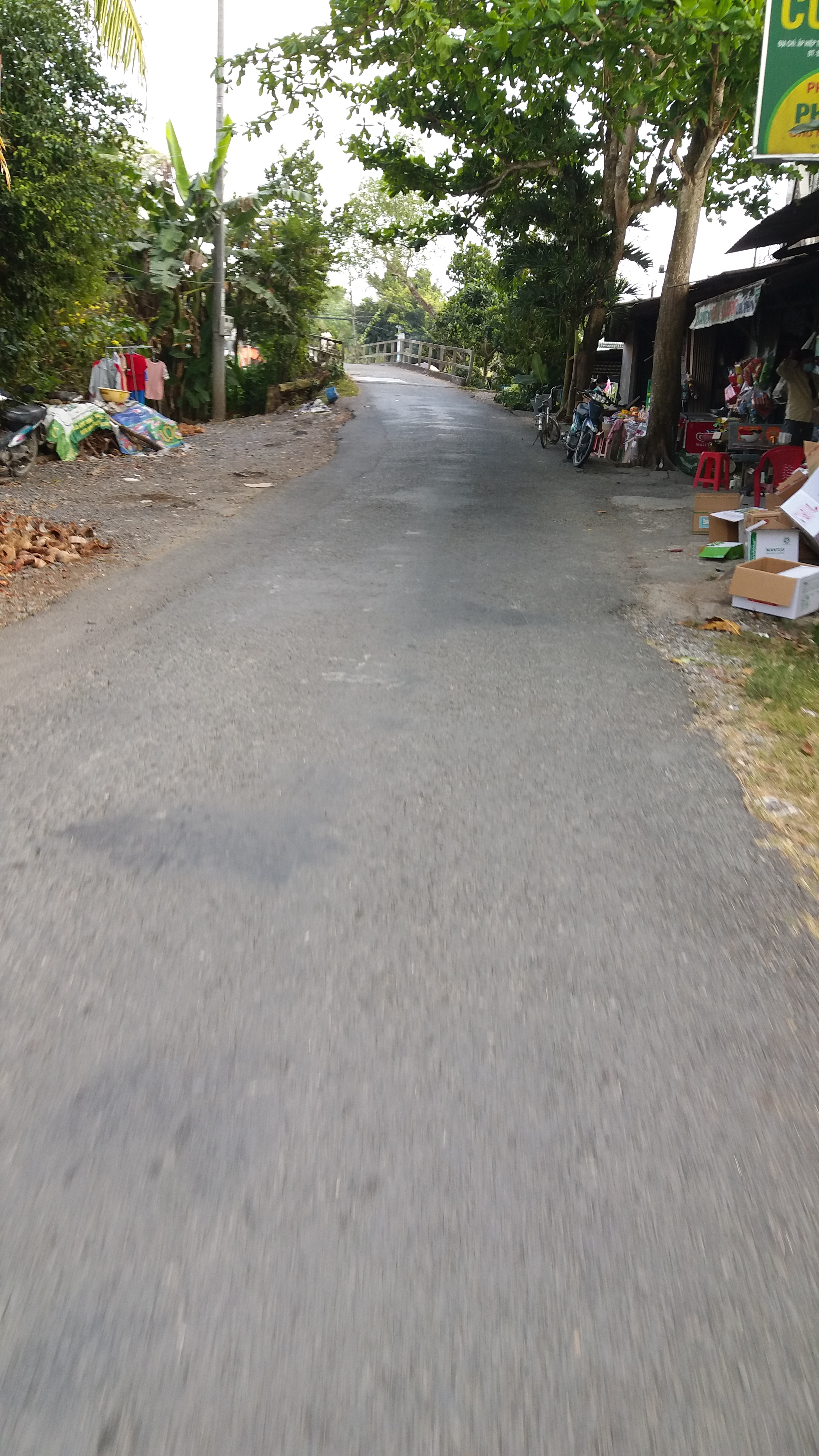
Đoạn cuối Huyện lộ 27, ngay kênh Giồng Tre.
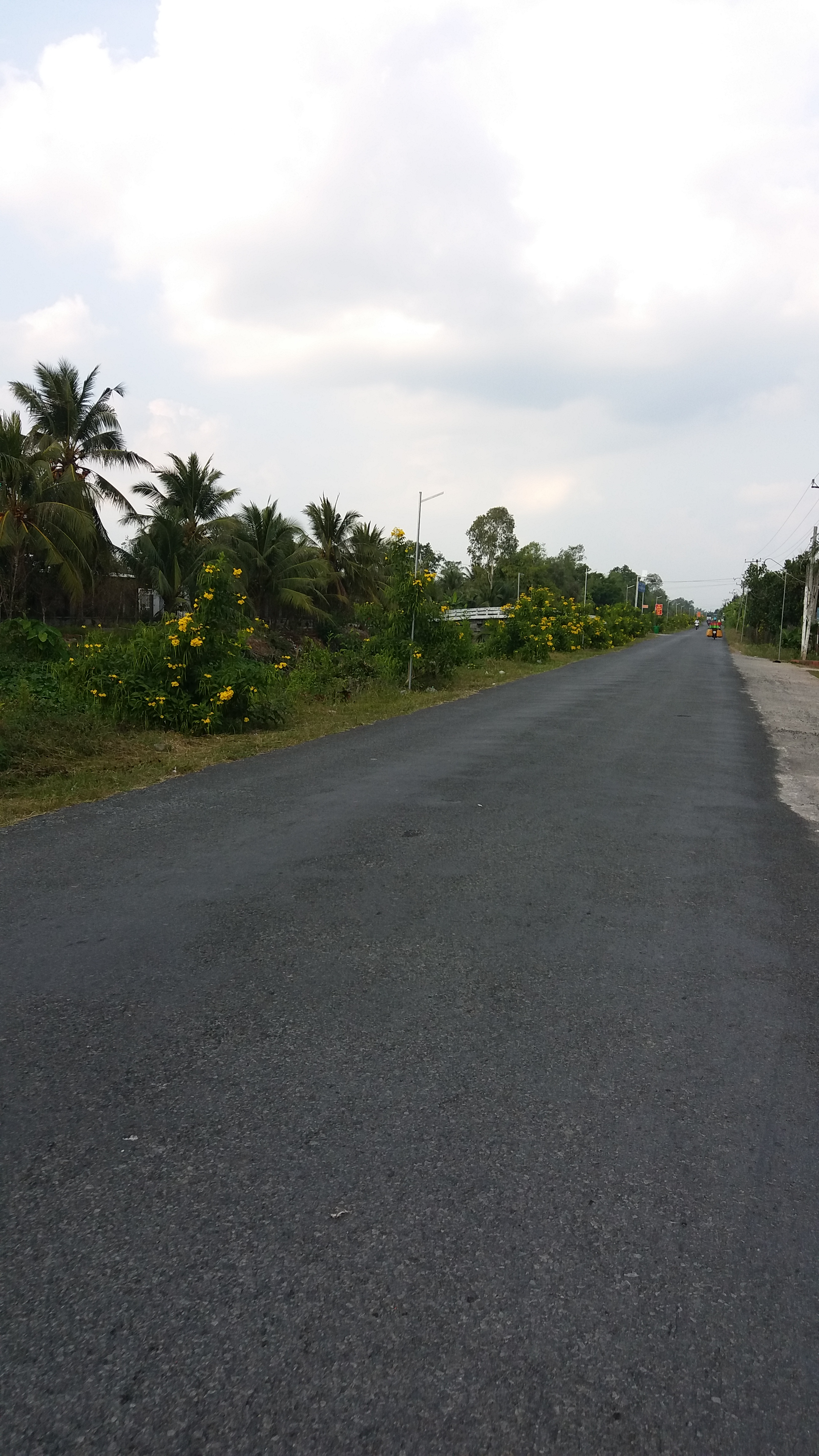
Tỉnh lộ 875 B, đoạn qua xã Hiệp Đức.
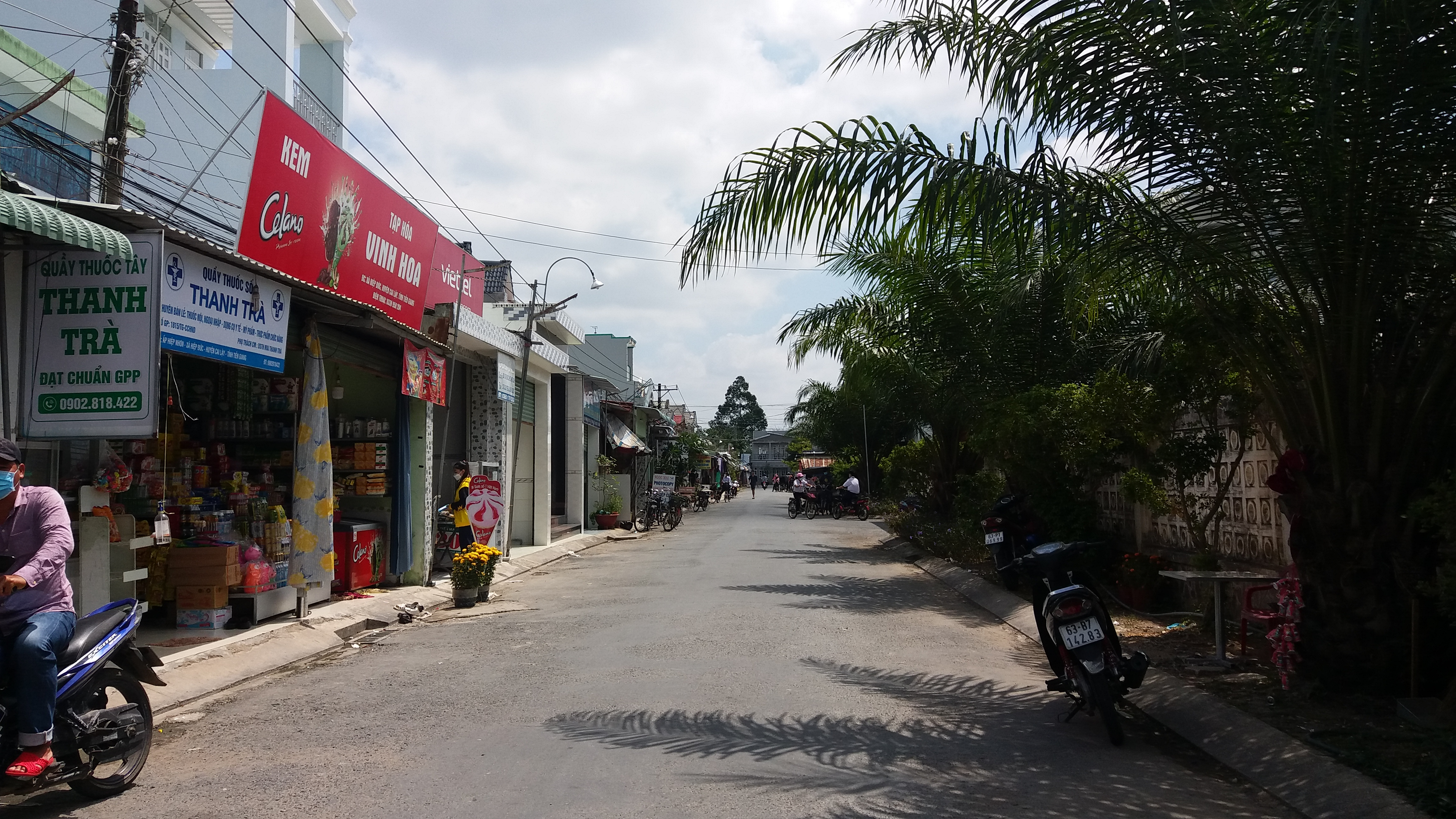
Khu trung tâm của xã, đường vào chợ xã.
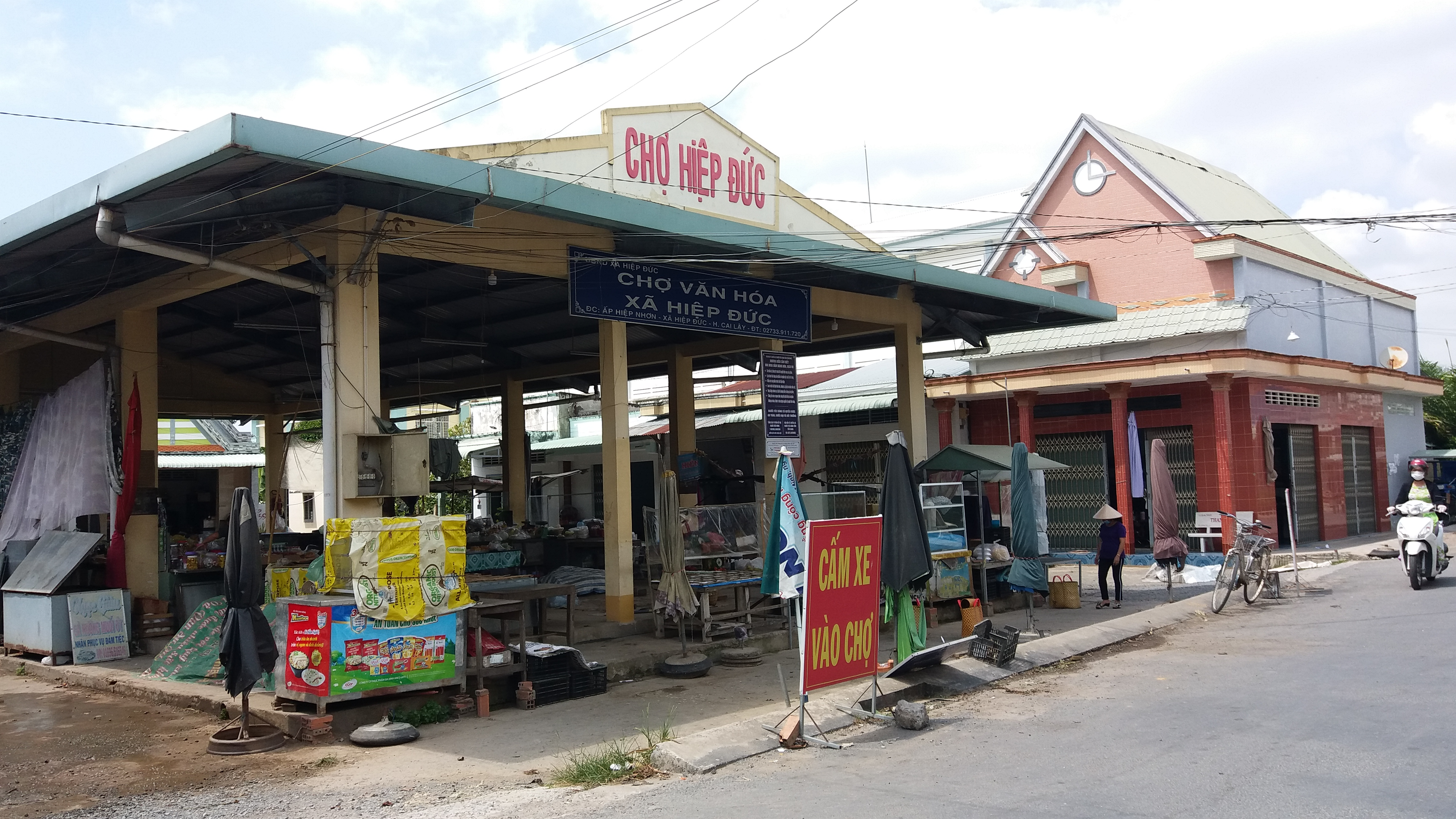
chợ xã Hiệp Đức.
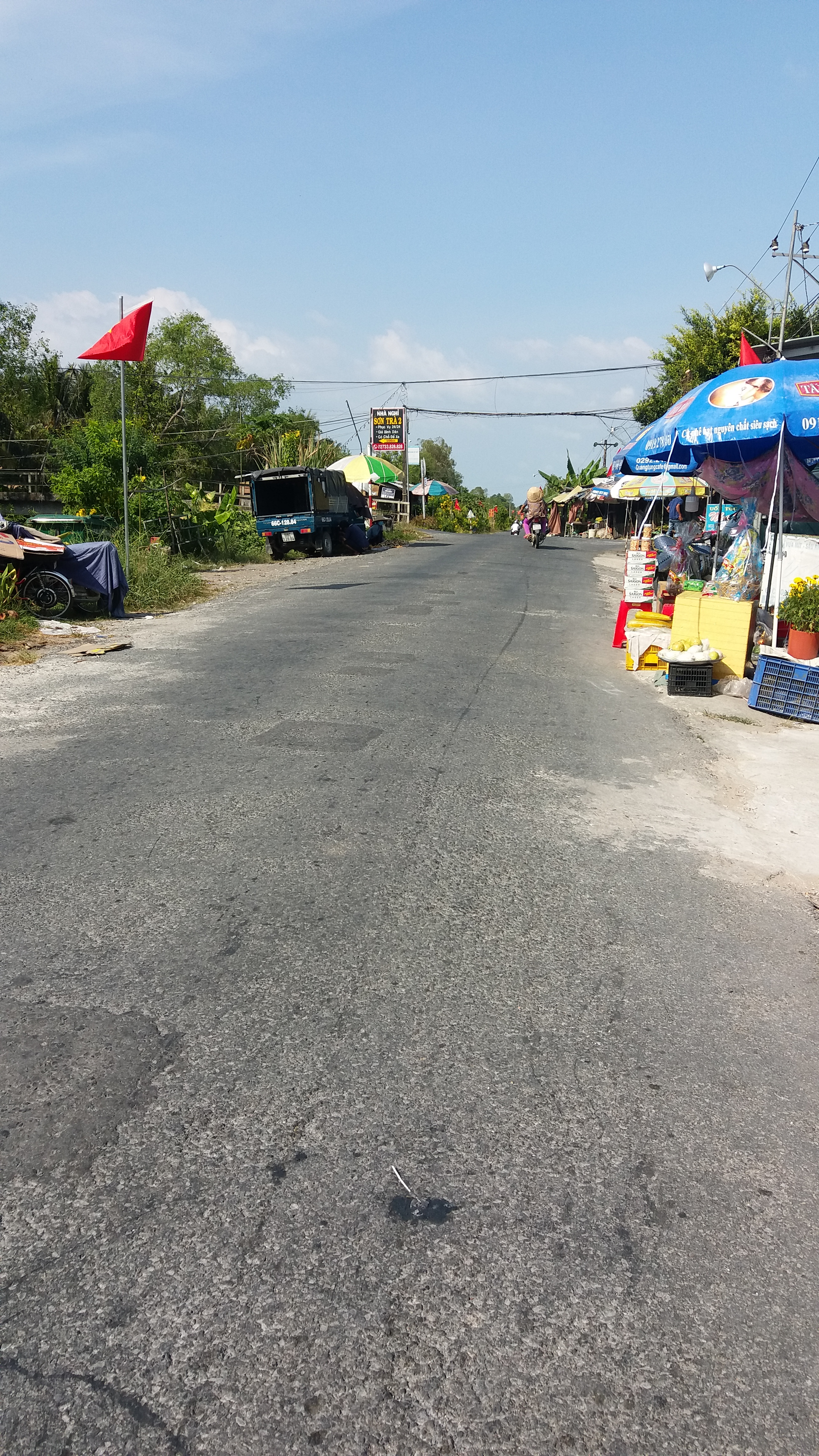
một chợ nhóm ở phía bắc xã.
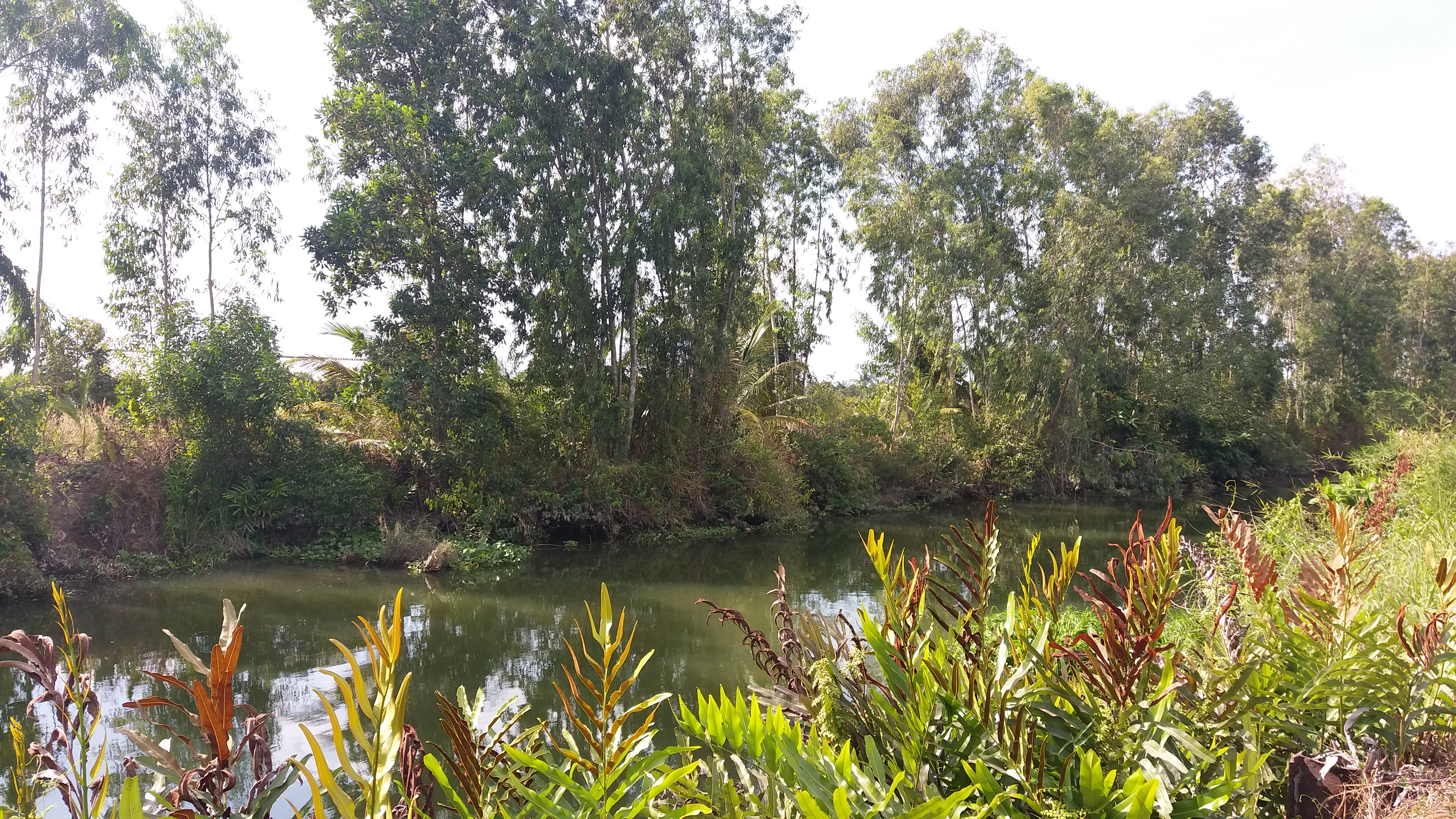
kênh Giồng Tre.
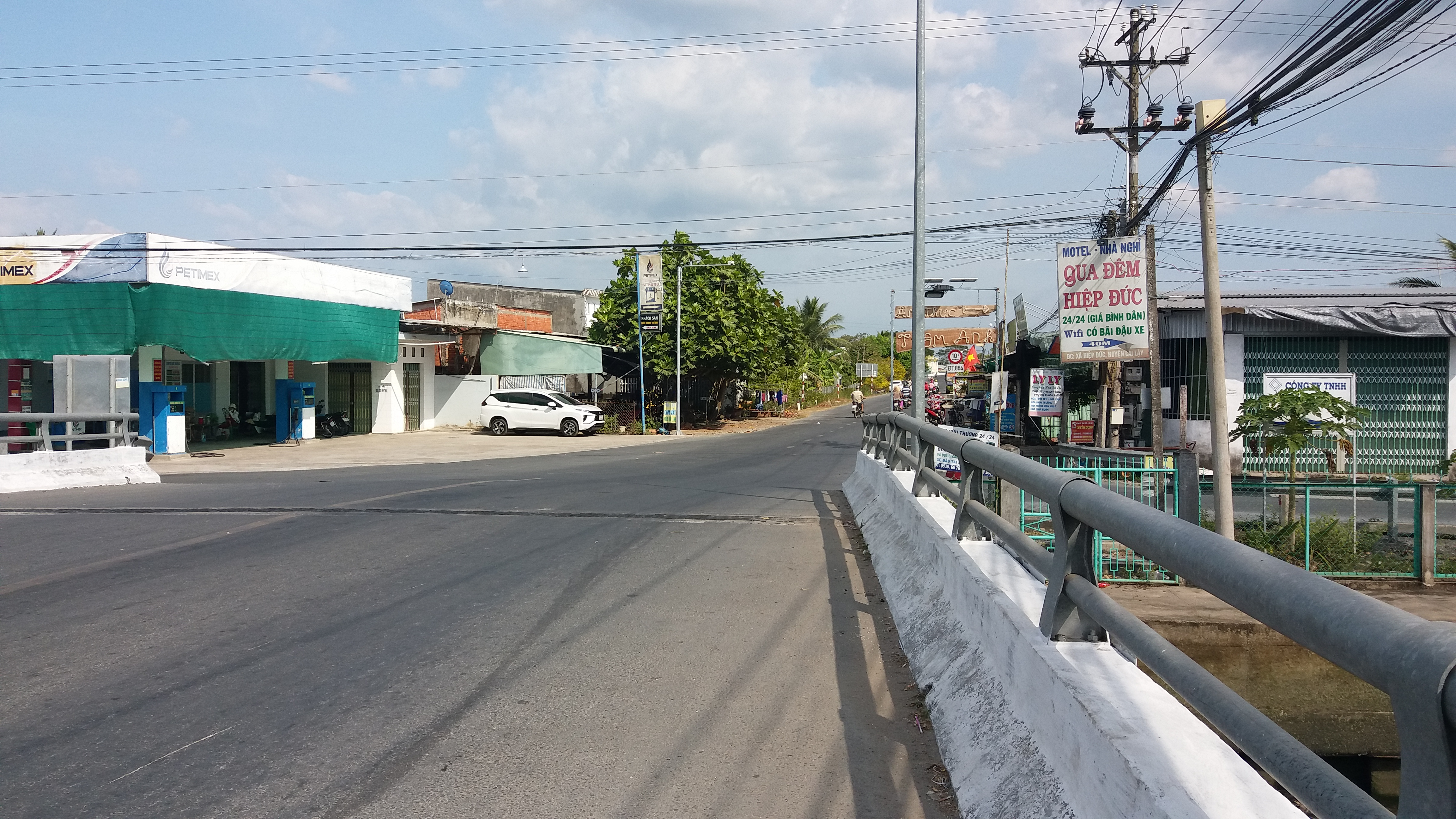
giao lộ giữa Tỉnh lộ 875B và Tỉnh lộ 864.